# Episodi di Strega per amore (quinta stagione)
La quinta e ultima stagione di Strega per amore è andata in onda negli Stati Uniti d'America dal 16 settembre 1969 al 26 maggio 1970 sul canale statunitense NBC.
| nº | Titolo originale                        | Titolo italiano                        | Prima TV USA      | Prima TV Italia |
| -- | --------------------------------------- | -------------------------------------- | ----------------- | --------------- |
| 1  | Jeannie at the Piano                    | Il Genio del Pianoforte                | 16 settembre 1969 |                 |
| 2  | Djinn-Djinn, the Pied Piper             | Dinn-Dinn, il Pifferaio Magico         | 23 settembre 1969 |                 |
| 3  | Guess Who's Going to Be a Bride? Part 1 | Indovina chi sarà la Sposa? 1ª parte   | 30 settembre 1969 |                 |
| 4  | Guess Who's Going to Be a Bride? Part 2 | Indovina chi sarà la Sposa? 2ª parte   | 7 ottobre 1969    |                 |
| 5  | Jeannie's Beauty Cream                  | La crema di bellezza di Jeannie        | 14 ottobre 1969   |                 |
| 6  | Jeannie and the Bachelor Party          | Jeannie e la festa d’addio al celibato | 21 ottobre 1969   |                 |
| 7  | The Blood of a Jeannie                  | Sangue di genio                        | 28 ottobre 1969   |                 |
| 8  | See You in C-U-B-A                      | Ci vediamo a Cuba                      | 4 novembre 1969   |                 |
| 9  | The Mad Home Wrecker                    | Il demolitore pazzo                    | 11 novembre 1969  |                 |
| 10 | Uncles a Go-Go                          | Gli incontrollabili zii                | 25 novembre 1969  |                 |
| 11 | The Wedding                             | Oggi sposi                             | 2 dicembre 1969   |                 |
| 12 | My Sister, the Homewrecker              | Mia sorella .. la sabotatrice          | 9 dicembre 1969   |                 |
| 13 | Jeannie, the Matchmaker                 | Jeannie la sensale                     | 16 dicembre 1969  |                 |
| 14 | Never Put a Genie on a Budget           | Mai lasciar fare i conti ad un genio   | 30 dicembre 1969  |                 |
| 15 | Please Don't Give My Genie No More Wine | Vi prego di non servirci altro vino    | 6 gennaio 1970    |                 |
| 16 | One of Our Hotels is Growing            | Il tredicesimo piano                   | 13 gennaio 1970   |                 |
| 17 | The Solid Gold Jeannie                  | Jeannie la statuetta dorata            | 20 gennaio 1970   |                 |
| 18 | Mrs. Djinn-Djinn                        | La moglie di Djinn Djinn               | 3 febbraio 1970   |                 |
| 19 | Jeannie and the Curious Kid             | Jeannie e il ragazzino curioso         | 10 febbraio 1970  |                 |
| 20 | Jeannie, the Recording Secretary        | Il comitato delle mogli                | 24 febbraio 1970  |                 |
| 21 | Help, Help, a Shark                     | Lo squalo della stecca                 | 3 marzo 1970      |                 |
| 22 | Eternally Yours, Jeannie                | Eternamente tua.. Jeannie              | 17 marzo 1970     |                 |
| 23 | An Astronaut in Sheep's Clothing        | L'astronauta vestito di lana           | 24 marzo 1970     |                 |
| 24 | Hurricane Jeannie                       | Uragano Jeannie                        | 28 aprile 1970    |                 |
| 25 | One Jeannie Beats Four of a Kind        | Una Jeannie batte un poker             | 19 maggio 1970    |                 |
| 26 | My Master, the Chili King               | Il mio padrone, re del chili           | 26 maggio 1970    |                 |

## Il Genio del Pianoforte
Un incantesimo di Jeannie rende chi si siede sul pianoforte della NASA un esperto pianista: ciò capita a Tony, a cui viene chiesto di fare un tour di concerti. Ma all'ultima esibizione, però prima per importanza (a New York), Jeannie è bloccata in uno scaffale.

## Dinn-Dinn, il Pifferaio Magico
Nuovi guai coinvolgono Djinn-Djinn, il cane di Jeannie che odia le divise, e a favore di Tony la zia di Jeannie quando viene a trovarla decide di portarselo con sé.

## Indovina chi sarà la Sposa? 1ª parte
In occasione del 5º anniversario del suo primo incontro con Tony, Jeannie riceve dal pro-zio Sully la proposta di diventare Maharani del regno di Basenji alla sua abdicazione, sposando Tony come Maragià. Ad una condizione però: uccidere l'ambasciatore del Kashan (Stato adiacente e nemico di quello di Sully), venuto alla NASA per accordi con gli Stati Uniti.

## Indovina chi sarà la Sposa? 2ª  parte
Tony e Roger, tristi per l'addio di Jeannie, vengono inoltre licenziati dalla NASA e mandati a delle isole nell'Artico. Quando vengono reintegrati, Tony scopre l'imminente arrivo dell'incoronazione e del matrimonio di Jeannie, e con Roger scappa da lei nel Basenji.

## La crema di bellezza di Jeannie
Dopo il fidanzamento di Tony e Jeannie, quest'ultima passa del tempo con Amanda, la moglie del Dr. Bellows. Quando le regala "una crema per il viso da genio", Amanda ringiovanisce letteralmente, diventando bellissima e irriconoscibile, il che porterà un sacco di confusione e di problemi.

## Jeannie e la festa d'addio al celibato
Nonostante Tony sia contrario, Roger e il Dr. Bellows gli organizzano alla NASA un tipico addio al celibato tra uomini. Jeannie ed Amanda sospettano. Quando chiamano il Generale Shefferd, lui non sa niente dell'anticipo della riunione, e quando arriva alla NASA con un militare della marina e 2 segretari, loro 4 e Roger festeggiano con delle donne, mentre il Dr. Bellows sembra che sia ubriaco, Tony cerca di fermare la furia di Amanda e Jeannie si nasconde sotto forma di manichino.

## Sangue di genio
Jeannie deve trovare un sostituto per il test di buona salute necessario per sposarsi (che lo somministrerà il Dr.Bellows): i geni infatti hanno i globuli verdi, invece che bianchi come gli umani. Roger con uno stratagemma dona il sangue al posto di Jeannie, ma nelle 5 precedenti iniezioni ha ricevuto dei vaccini come quello contro il colera, il vaiolo, ecc.
Intanto qualcuno ha rubato il portafoglio di Tony e Jeannie, perché vuole gli anelli di fidanzamento che gli piacciono tanto, vuole smascherare il borseggiatore e porta la gioielleria alla NASA.

## Ci vediamo a Cuba
Jeannie fa una magia per far tornare Tony, mentre questi sta pilotando un nuovo aereo automatico, per poter organizzare un party. Quando poi lo rimanda indietro, l'aereo, a causa di una magia di Jeannie atterra non a Porto Rico ma a Cuba. Tony viene fatto prigioniero dai castristi.

## Il demolitore pazzo
Per il matrimonio di Tony e Jeannie, i Bellows assumono un decoratore, dai gusti orrendi, per ridisegnare il loro appartamento.

## Gli incontrollabili zii
Vasmir e Azmir, due zii di Jeannie, appaiono a casa Nelson per poter giudicare se Tony è adatto a sposare la nipote.

## Oggi sposi
Il matrimonio di Tony e Jeannie è alle porte, ma c'è un problema: come fare con il servizio fotografico se i geni non appaiono nelle fotografie? Intanto la Sig.ra Bellows diventa la testimone dei Jeannie, però la sposa soffre dell'ansia prematrimoniale...

## Mia sorella .. la sabotatrice
La sorella di Jeannie, quando scopre del matrimonio e della futura luna di miele di lei e Tony, si ingelosisce e progetta il suo piano: farli divorziare a causa di una finta relazione extraconiugale spacciandosi per lei e fidanzandosi con un bell'astronauta.

## Jeannie la sensale
Tony e Jeannie, dispiaciuti che Roger sia ancora single, cercano di trovargli una fidanzata. Tony viene incaricato dal generale Shefferd di presentare Roger alla nipote del generale. Jeannie si rivolge a un'agenzia matrimoniale computerizzata e la proprietaria che vuole lei stessa un appuntamento con Roger. Tra l'appuntamento duplice e la magia di Jeannie combinano un disastro.

## Vi prego di non servirci altro vino
Ad un party a casa Bellows, Jeannie porta per errore una bottiglia di vino che se bevuto rende invisibili. I primi a divenirci saranno i signori Bellows, e i guai e le incomprensioni saranno molti, anche per il fatto che i Bellows aspettano un deputato, che dovrà essere depistato da Roger, alle prese con una nuova fidanzata.

## Il tredicesimo piano
Tony e Jeannie vanno in luna di miele accompagnati da Roger e i Bellows a Los Angeles, ma le camere dell'albergo in cui avrebbero soggiornato, nonostante la prenotazione di Roger, sono finite. Jeannie tenta di risolvere il problema aggiungendo un tredicesimo piano ai 12 dell'albergo. Dover tenere segreto questo piano creato magicamente e la presenza di un ubriaco con tendenze suicide creeranno il caos.

## Jeannie e la statuetta dorata
Tornato dalla Luna con altri 2 astronauti, Tony deve stare in isolamento decontaminante per 21 giorni. Jeannie ovviamente decide di andare lì anche lei...

## La moglie di Djinn Djinn
Roger mette in giro la voce che Jeannie sia incinta, quando in realtà lo è la fidanzata di Djinn Djinn e futura madre dei suoi figli, Lady Djinn Djinn, una cagnolina anche lei magica e distruggi-divise. Ma Tony, Jeannie e dopo anche che Roger lo scopre non hanno il coraggio di dire la verità ai felicissimi Bellows, al Generale Shefferd e agli altri amici.

## Jeannie e il ragazzino curioso
Il fastidioso nipote dei Bellows va a stare qualche giorno a casa Nelson. Ben presto, scopre la verità su Jeannie, avendola vista entrare nella sua bottiglia. Le cose si complicano quando andandosene ruba la bottiglia e la porta a casa dei Bellows.

## L'astronauta vestito di lana
Per il 6º mese di matrimonio, Tony e Jeannie si fanno dei regali a vicenda, ma non riescono nell'intento...

## Uragano Jeannie
Tony fa un sogno angosciante: sogna che il Dr. Bellows scopre la realtà su Jeannie e i suoi poteri.

## Una Jeannie batte un poker
Con i suoi poteri, Jeanne riesce a smascherare un uomo che bara a poker. Intanto Tony, Roger, il Dr. Bellows, il Gen. Shefferd ed uno strano uomo giocano a casa del primo, ma Roger crede che Tony bari.

## Il mio padrone, re del chili
Un cugino di Tony, in visita dai Nelson, in realtà vuole usare il suo nome e la sua faccia per...vendere chili. Jeannie combina un altro guaio facendo vendere nei supermercati il "Chili alla texana del cugino Tony", ma ciò non è consentito a un astronauta della NASA.